# Karin Lindberg
Karin Elisabet Lindberg (Kalix, 6 de outubro de 1929 - Örebro, 2 de dezembro de 2020) foi uma farmacêutica, professora e ginasta sueca. Como atleta representando a Suécia, teve três participações nos Jogos Olímpicos nos anos de 1948, 1952 e 1956, conquistando uma medalha de ouro e uma de prata.

## Biografia
Karin Elisabet Lindberg, nasceu na cidade de Kalix, localizada na província de Bótnia Setentrional, no ano de 1929. Aos dois anos de idade, sua família mudou-se para Estocolmo, capital da Suécia. No ano de 1945, Karin começou a praticar ginástica na GF Stockholmsflickorna, importante centro de treinamento de ginástica sueco.
Sua estreia em competições foi realizada no ano de 1947, numa competição não oficial para atletas femininas realizada entre Bélgica e Suécia, em Estocolmo. Karin estreou em jogos oficias nos Jogos Olímpicos de Verão de 1948, realizado em Londres. Nesta edição, batalhou por uma vaga individual nos jogos representando a Suécia, mas foi superada por Göta Pettersson. Apesar de não representar a delegação sueca em categoria individual, integrou o trio que alcançou o quarto lugar na disputa por equipes na edição londrina, juntamente com as atletas Göta Pettersson e Ann-Sofi Pettersson.
Após sua passagem olímpica, participou do Campeonato Mundial de Ginástica Artística de 1950, realizado em na capital italiana, Roma. Juntamente com as atletas suecas Evy Berggren, Vanja Blomberg, Gunnel Ljungström, Hjördis Nordin, Ann-Sofi Pettersson, Göta Pettersson e Ingrid Sandahl garantiram o ouro para a Suécia na categoria por equipes.
Nos Jogos Olímpicos de Verão de 1952, realizado em Helsinque, integrou a equipe sueca de aparelhos portáteis responsável por garantir a medalha de ouro para o país, juntamente com Gun Röring, Evy Berggren, Ann-Sofi Pettersson, Ingrid Sandahl, Hjördis Nordin e Vanja Blomberg. Na categoria individual geral, Karin ficou em apenas décima sétima colocada. Nessa edição, tornou-se a primeira mulher autorizada a carregar a tocha Olímpica.
Na edição subsequente dos jogos - os Jogos Olímpicos de Verão de 1956, realizado em Melbourne - Karin continuou em sua jornada olímpica. Nesta edição, esteve junta da equipe que conquistou a medalha de prata na categoria de aparelhos portáteis por equipe, juntamente com Ann-Sofi Colling, Eva Rönström, Doris Hedberg, Evy Berggren e Maude Karlén. A equipe foi superada pela delegação da Hungria. Na categoria individual geral, atingiu apenas a posição de quadragésima oitava competidora com melhor nota.
Para além de competições internacionais - em competições de nível nacional - Karin disputou campeonatos de ginástica durante dez anos tendo alcançado o pódio em sete ocasiões e vencendo a medalha de ouro em duas oportunidades.

## Vida pessoal
Três semanas após a realização das Olimpíadas de Melbourne em 1956, Karin casou-se com o também atleta Erik Lindén e mudou-se para a cidade de Örebro.
Realizou a formação no ensino profissionalizante sueco, onde conseguiu a habilitação de farmacêutica. Após sua saída do esporte, atuou como professora de educação física em escolas e no centro de treinamento voltado especificamente para formação de ginastas AGF Örebro gymnastik, em Örebro.

### Morte
Karin morreu aos 91 anos, em 2 de dezembro de 2020, na cidade de Örebro.